# 슈퍼카인드
슈퍼카인드(SUPERKIND)는 딥 스튜디오 엔터테인먼트가 결성한 대한민국의 보이 밴드이다. 슈퍼카인드는 2022년 6월 20일 디지털 싱글 PlaySuperkind: Apply for a Beta Test로 데뷔했다. 이 그룹은 처음에 5명의 멤버로 구성되었다: 유진, 건, 대이먼, 세진, 시오. 이후 승과 JDV가 데뷔 후 수개월만에 이 그룹에 합류했다.

## 구성원
- 유진
- 건
- 대이먼
- 세진
- 시오
- 승
- JDV

## 음반

### EP
- Profiles of the Future (Λ): 70% (2023년 10월 18일 발매)

### 싱글

#### 2022년
- Watch Out

#### 2023년
- Moody
- Beam Me up (2Dx2D)